# Джон Скофілд
Джон Скофілд (англ. John Scofield) — американський джазовий гітарист та композитор.

## Життєпис
Джон Скофілд народився 26 грудня 1951 року в американському місті Дейтон, штат Огайо. Дитинство Джона пройшло в Вілтоні, штат Коннектикут: саме тут він захопився рок-музикою та блюзом та у 11-річному віці почав грати на гітарі. Скофілд здобув освіту в Музичному коледжі Берклі в Бостоні, закінчивши його 1973 року. Протягом 1970-х років Скофілд грав із місцевими музикантами, два роки брав участь в колективі Біллі Кобема та Джорджа Дюка, потім грав у квартеті Гері Бертона та квінтеті Дейва Лібмена, записувався разом з Чарльзом Мінгусом, та врешті решт випустив декілька сольних платівок в стилі фанк: East Meets West (1977), Rough House (1978) та Ivory Forest (1979).
В першій половині 1980-х років Джон Скофілд працював із Майлзом Девісом, гастролюючи з його гуртом та записуючи студійні альбоми. Надалі він  записувався із низкою інших джазових виконавців, таких як Чарлі Гейден, Джек Деджонетт, Джо Ловано, Едді Гарріс, брав участь в джазовому супергурті Bass Desires, та записав низку сольних альбомів в жанрі постбоп, як то Flat Out (1988), Meant to Be (1990) та Hand Jive (1993).
В середині 1990-х років Скофілд почав працювати із лейблом звукозапису Verve. 1996 року вийшла його акустична платівка Quiet, 1997 року — фанкова A Go Go, 2000 року — черговий альбом Bump, 2001 року — близький до традиційного джазу Works for Me, з 2002 по 2003 роки — джаз-ф'южнові Uberjam та Up All Night. 2004 року у складі John Scofield Trio за участі барабанщика Білла Стюарта та бас-гітариста Стіва Своллоу було записано концертний альбом EnRoute, а 2005 року Скофілд випустив триб'ют-альбом That's What I Say, присвячений співаку і клавішнику Рею Чарльзу.
2007 року вийшов перший альбом Скофілда на лейблі Emarcy This Meets That, записаний за участі духової секції. Його наступний альбом Piety Street (2009) містив елементи музики госпел та соул-джазу, а ще за рік разом із нідерландським оркестром The Metropole Orkest було видано альбом 54. Записи Скофілда 2010-х років містять альбом балад A Moment's Peace (2011), концертний альбом MSMW Live: In Case the World Changes Its Mind (2011), платівку Uberjam Deux (2013), записану із музикантами, що працювали зі Скофілдом десять років тому на Uberjam, та альбом Past Present (2015), де він возз'єднався з музикантами власного квартету 1990-х років.
2016 року вийшла платівка Country for Old Men, яка посіла четверте місце в американських джазових чартах та принесла Скофілду нагороду «Греммі» за найкращий інструментальний джазовий альбом. Наступного року він взяв участь у квартеті, заснованому Джеком Деджонеттом, що видав платівку Hudson (2017). Після цього Скофілд випустив сольні альбоми Combo 66 (2018), Swallow Tales (2020), та платівку Uncle John's Band (2023), записану із Вісенте Арчером та Біллом Стюартом.